# Nagykáránd
Nagykárád (Cărăndeni), település Romániában, a Partiumban, Bihar megyében.

## Fekvése
A Király-erdő alatt, a Káránd patak mellett, Félixfürdőtől délkeletre fekvő település.

## Története
Nagykáránd, Káránd nevét 1493-ban említette először oklevél Karand néven.
1587-ben Nagykarand, 1808-ban Káránd
(Nagy-), Karandu, 1888-ban Puszta-Nagy-Káránd, 1913-ban Nagykáránd néven írták.
Egykori birtokosa a váradi püspökség volt.
1851-ben Fényes Elek írta a településről:
... puszta, hegyes erdős vidéken, 175 hold szántófölddel, 25 hold réttel, 1268 hold erdővel. Ezeket mintegy 167 óhitü haszonbérben tartja a váradi deák püspöktől.
1910-ben 281 lakosából 3 magyar, 278 román volt. Ebből 8 görögkatolikus, 270 görögkeleti ortodox, 3 izraelita volt.

## Nevezetességek
- Görög keleti ortodox temploma.